# Сега-Малкантон (Венеција)
Сега-Малкантон је насеље у Италији у округу Венеција, региону Венето.
Према процени из 2011. у насељу је живело 312 становника. Насеље се налази на надморској висини од 2 м.